# Јосип Новаковић
Јосип Новаковић (Дарувар, 30. април 1956), хрватски писац. Станује у САД.